# Ternas
Ternas (flämisch: Ternast) ist eine französische Gemeinde mit 130 Einwohnern (Stand 1. Januar 2022) im Arrondissement Arras des Départements Pas-de-Calais. Sie liegt im Kanton Saint-Pol-sur-Ternoise und ist Mitglied des Kommunalverbandes Ternois.

## Lage
| Foufflin-Ricametz  |                  | Ligny-Saint-Flochel, Averdoingt |
| Maisnil            | Kompass          |                                 |
| Neuville-au-Cornet | Monts-en-Ternois | Gouy-en-Ternois                 |

## Sehenswürdigkeiten

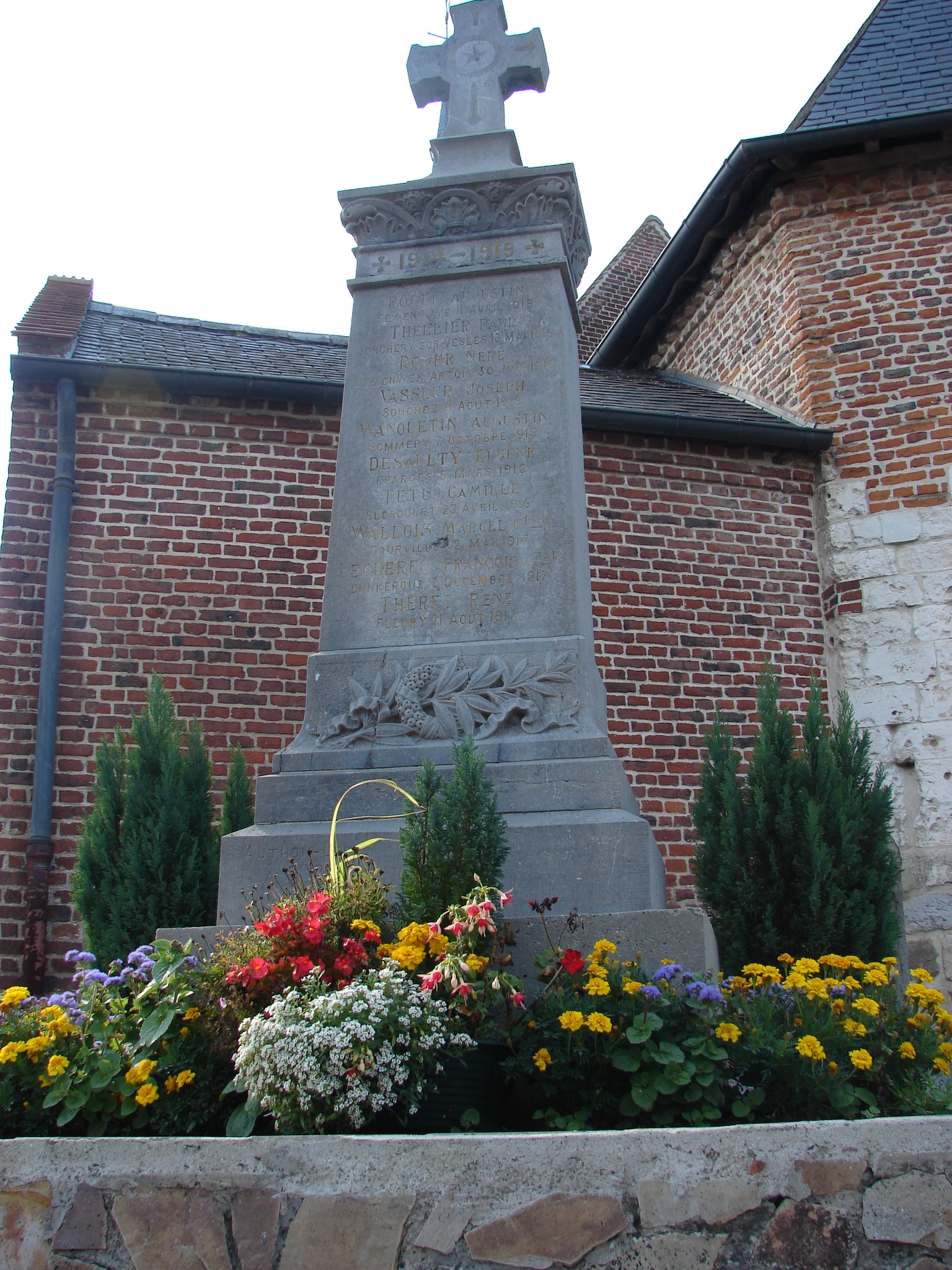
Kriegerdenkmal
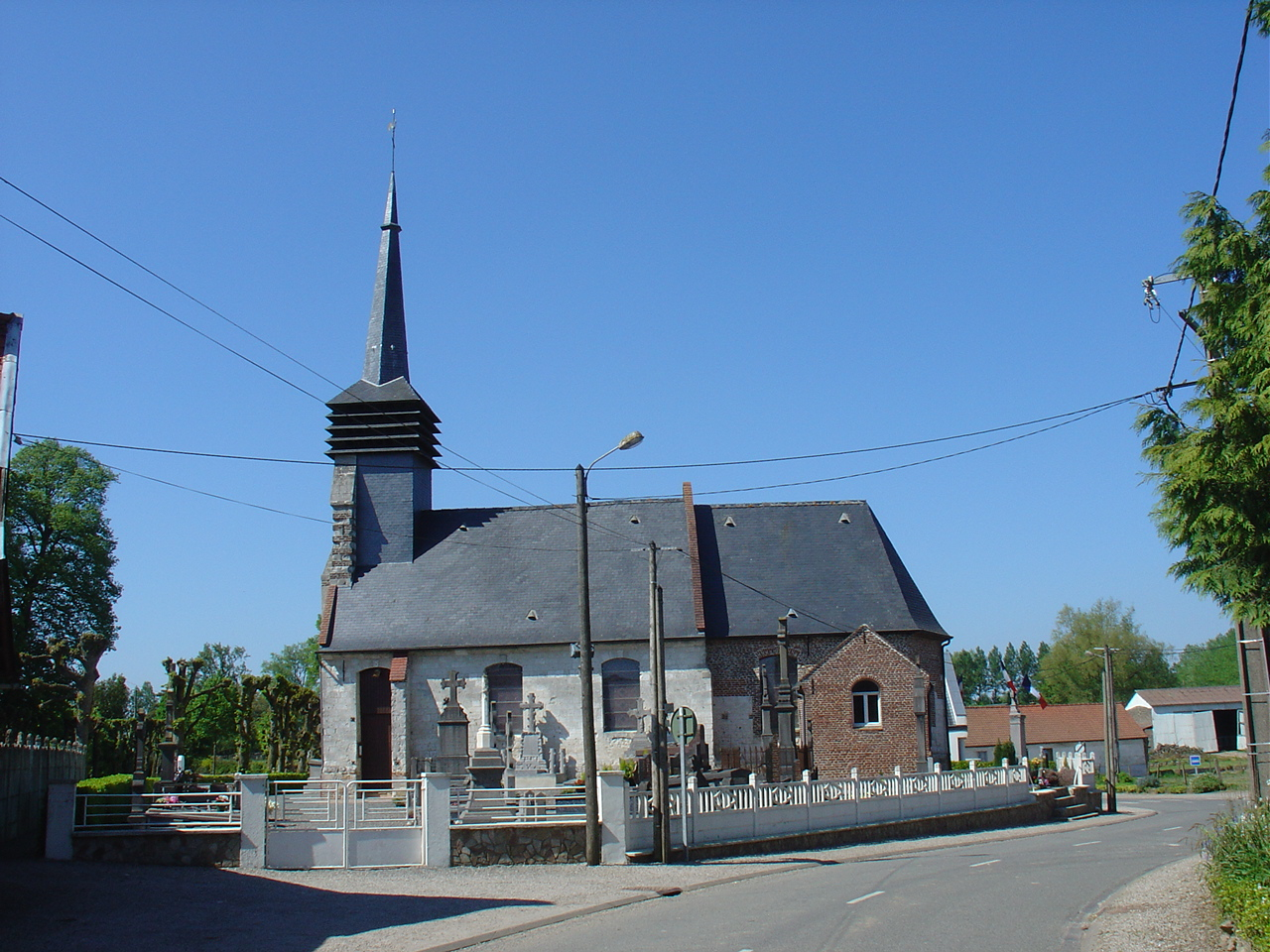
Kirche Saint-Vaast